# Chemical Abstracts Service
Chemical Abstracts Service (CAS) è una divisione dell'American Chemical Society (ACS), diretta alla produzione di informazioni riguardanti la chimica e settori correlati alla chimica.

## Attività
Il Chemical Abstracts Service fornisce informazioni bibliografiche (STN, SciFinder e un tempo i Chemical Abstracts) e gestisce banche dati (CAplus e Registry).

### Informazioni bibliografiche
Per oltre un secolo il CAS ha prodotto i Chemical Abstracts, un repertorio bibliografico indicizzato ottenuto dall'esame di circa 8.000 riviste, rapporti tecnici, tesi di laurea, atti di convegni e monografie in lingua inglese e in una qualsiasi delle 50 lingue più diffuse del pianeta; erano inoltre monitorati i brevetti registrati in 27 paesi e due organizzazioni internazionali. I Chemical Abstracts sono stati pubblicati in formato cartaceo dal 1907 al 1º gennaio 2010, data in cui il CAS ne ha interrotto le pubblicazioni, essendo ormai le informazioni bibliografiche veicolate solo in formato elettronico attraverso i sistemi STN e SciFinder.

### Banche dati
Il Chemical Abstracts Service cura anche alcune banche dati, le più importanti delle quali sono CAplus e il Registry (Registro CAS).
La banca dati «CAplus» contiene informazioni bibliografiche provenienti da articoli apparsi in riviste scientifiche, abstract, rapporti tecnici, brevetti, ecc., provenienti da tutto il mondo e riguardanti la chimica.
Il «Registro CAS» è una banca dati indicizzata contenente dati sulle sostanze chimiche: a ogni sostanza inserita in questo database viene assegnato un numero identificativo univoco, costruito secondo regole di classificazione molto rigorose. Al fine di facilitare la ricerca in materia di composti chimici, il gruppo funzionale della sostanza più importante è citato per primo; ci sono comunque alcune differenze tra i codici indicizzati CAS e la nomenclatura IUPAC. Nel database CAS Registry sono contenute oltre 24 milioni di sostanze chimiche, sia organiche che inorganiche, a ciascuna delle quali è stato attribuito un codice CAS; ogni giorno vengono aggiunte nel database circa 4000 nuove sostanze. La maggior parte delle banche dati sulle sostanze chimiche consente di effettuare ricerche in base al numero CAS.

## Storia
Nel 1907 iniziò l'attività, su base volontaria, di fare brevi riassunti o recensioni delle pubblicazioni riguardanti la chimica apparse negli Stati Uniti e all'estero; tali informazioni venivano poi diffuse settimanalmente agli iscritti all'American Chemical Society attraverso una rivista chiamata Chemical Abstracts. Il ricorso a recensori volontari, sostituiti da redattori professionisti stipendati, venne abbandonato nel 1994. Il Registro CAS, la banca dati per le sostanze chimiche e l'introduzione del numero CAS, è stato implementato nel 1965. Dagli anni novanta cominciò il ricorso alle tecnologie informatiche.
Nel 2007, come riconoscimento della sua importanza nella maggior parte della ricerca scientifica in chimica, il Chemical Abstracts Service è stato designato dal National Historical ACS Chemical il più autorevole riferimento nel campo dell'informazione chimica.

## Lotta all'«open access»
La gestione commerciale dell'informazione da parte dell'American Chemical Society ha tuttavia suscitato e suscita critiche da parte del mondo scientifico. Quel che ha lasciato perplessi non è tanto la decisione di fornire informazioni scientifiche prodotte dal CAS a pagamento, quanto l'opposizione alla diffusione libera delle informazioni da parte di altri. L'ACS si è opposta alla decisione del National Center for Biotechnology Information di rendere gratuito l'accesso a PubChem, un database sulle sostanze chimiche accessibile a tutti sul modello di PubMed. La rivista Nature ha riferito che l'ACS aveva assunto una agenzia di pubbliche relazioni, la Dezenhall Resources,, per tentare di fermare il movimento dell'open access. Più tardi Scientific American ha riferito che l'ACS aveva speso più di 200000 $ per ingaggiare la Wexler & Walker Public Policy Association affinché svolgesse attività di pressione contro l'open access.